# Peromyscus nasutus
Peromyscus nasutus är en däggdjursart som först beskrevs av J. A. Allen 1891.  Peromyscus nasutus ingår i släktet hjortråttor och familjen hamsterartade gnagare. IUCN kategoriserar arten globalt som livskraftig. Inga underarter finns listade i Catalogue of Life.
Arten når en kroppslängd (huvud och bål) av 9,9 till 10,7 cm, en svanslängd av 12,1 till 13,4 cm och en vikt av 25 till 35 g. Bakfötterna är 2,2 till 2,6 cm långa och öronen är 2,1 till 2,6 cm stora. Pälsen på ovansidan består av en grå underull och gråbruna täckhår. Fram mot sidorna blir pälsen lite gulaktig eller den har inslag av ockra. På undersidan förekommer vit päls, ibland med inslag av grått. Några exemplar har en orange fläck på bröstet. Svansens ovansida är hos Peromyscus nasutus mörkare än undersidan. Jämförd med Peromyscus difficilis är ryggens topp ljusare och Peromyscus nasutus är allmänt lite mindre.
Denna gnagare förekommer i centrala USA och norra Mexiko. Arten vistas i klippiga områden med öppna blandskogar. I utbredningsområdet finns flera från varandra skilda populationer. Peromyscus nasutus besöker även gräsmarker och områden med glest fördelad växtlighet av buskar. Regionen ligger 2000 till 3120 meter över havet.
Födan utgörs främst av ekollon, rötter och örternas stjälkar. Fortplantningstiden sträcker sig från juli till december och de flesta ungar föds vid slutet av hösten eller under början av vintern. Honor föder 3 till 4 ungar per kull. Boet av växtdelar göms i bergssprickor, under trädstubbar eller i trädens håligheter.